# Gunhild Liljequist

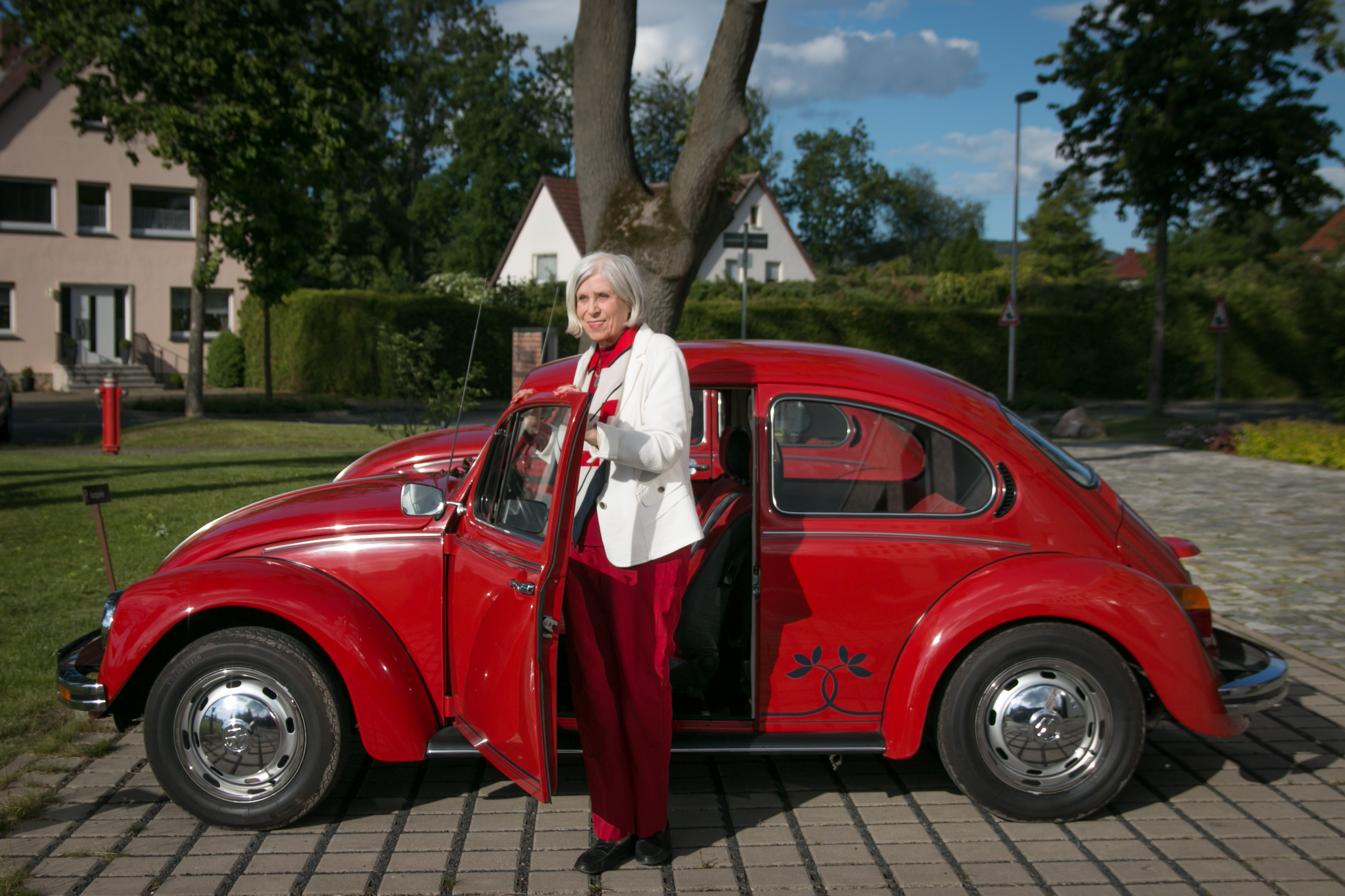
Gunhild Liljequist im Jahr 2019 vor einem von ihr entworfenen „samtroten Sonderkäfer“ von 1984

Gunhild Liljequist (* 21. März 1936 in Berlin als Gunhild Terzenbach; † 27. März 2022 in Hamburg) war eine deutsche Designerin, die für Volkswagen zahlreiche Sondermodelle entwarf.

## Leben
Gunhild Liljequist war die Tochter einer Hutmacherin. Nach dem Studium der Porzellanmalerei entwarf sie zunächst Bonbonnieren beim damaligen Chocolatier Sarotti, bevor sie 1964 als erste Frau in die Abteilung „Farben und Stoffe“ bei Volkswagen nach Wolfsburg wechselte. Danach entwarf sie 27 Jahre lang Lacktöne, Interieurs und Accessoires für Serien- und Sondermodelle von Volkswagen, darunter viele bekannte Modelle wie das Golf Cabriolet Etienne Aigner, der Jeans Polo oder der Samtrote Sonderkäfer. Unter anderem erfand sie auch den Schaltknauf in der Form eines Golfballs für den Golf GTI. Von 1982 bis 1985 gehörte sie in Wolfsburg dem Team für Käfer-Aktionsmodelle an, das sich um den Entwurf und die Koordinierung der Fertigung der Käfer-Sondermodelle für den deutschen und europäischen Markt kümmerte. 1991 trat sie ihren Ruhestand an und widmete sich wieder verstärkt ihrem langjährigen Hobby, der Malerei und Objektgestaltung. Bei zahlreichen Oldtimerveranstaltungen war sie in den 2010er Jahren als Ehrengast geladen.
Gunhild Liljequist starb am 27. März 2022 im Alter von 86 Jahren in Hamburg.